# Autorretrato a los veinte años
Autorretrato a los veinte años es un cuadro creado por el pintor suizo Félix Vallotton en 1885. Se conserva en el museo cantonal de Bellas Artes de Lausana, en Lausana.
Expuesto en el Salón de 1886, su sobriedad y detallado realismo sin concesiones recibió buenas críticas. En la masa azul que actúa como fondo se perciben unos sutiles trazos horizontales que lo revelan como el Lago Lemán de su infancia.
Siempre inconformista, poco antes había empleado similar virtuosismo en un inusual y atrevido retrato de un trasero femenino desnudo, que aunque en un contexto de broma típica de estudiantes de bellas artes, él encontró tan satisfactorio que lo firmó. 